# Loi du 12 janvier 1816
La loi du 12 janvier 1816, dite loi contre les régicides, ou « loi d'amnistie », proclamée par Louis XVIII et votée par la Ire législature de la Seconde Restauration, accorde une amnistie des soutiens de Napoléon Bonaparte durant les Cent-Jours, à l'exception des membres de sa famille et des députés qui ont voté la mort de Louis XVI en 1793 et plus tard soutenu l'empereur, qui sont condamnés à l'exil. 171 conventionnels sont bannis du territoire national. Voulue par les ultras, cette loi marque un moment de la Terreur légale,.

## Texte de la loi
Art. 1er : Amnistie pleine et entière est accordée à tous ceux qui, directement ou indirectement, ont pris part à la rébellion et à l'usurpation de Napoléon Bonaparte, sauf les exceptions ci-après.
Art. 2 : L'ordonnance du 24 juillet continuera à être exécutée à l'égard des individus compris dans l'article premier de cette ordonnance.
Art. 3 : Le roi pourra, dans l'espace de deux mois, à dater de la promulgation de la présente loi, éloigner de la France, ceux des individus compris dans l'article 2 de ladite ordonnance qu'il y maintiendra et qui n'auront pas été traduits devant les tribunaux ; et dans ce cas, ils sortiront de France dans le délai qui leur sera fixé, et n'y rentreront pas, sans l'autorisation expresse de Sa Majesté ; le tout sous peine de déportation.
Le roi pourra pareillement les priver de tous biens et pensions à eux concédés à titre gratuit.
Art. 4 : Les ascendants et descendants de Napoléon Bonaparte, ses oncles et ses tantes, ses neveux et ses nièces, ses frères, leurs femmes et leurs descendants, ses sœurs et leurs maris, sont exclus du royaume à perpétuité, et sont tenus d'en sortir dans le délai d'un mois, sous la peine portée par article 91 du Code pénal.
Ils ne pourront y jouir d'aucun droit civil, y posséder aucun bien, titre, pensions à eux concédés à titre gratuit ; et ils seront tenus de vendre dans le délai de six mois, les biens de toute nature qu'ils possédaient à titre onéreux.
Art. 5 : La présente amnistie n'est pas applicable aux personnes contre lesquelles ont été dirigées des poursuites ou sont intervenus des jugements avant la promulgation de la présente loi ; les poursuites seront continuées, et les jugements seront exécutés conformément aux lois.

Art. 6 : Ceux des régicides qui, au mépris d'une clémence presque sans bornes, ont voté pour l'acte additionnel ou accepté des fonctions ou emplois de l'usurpateur, et qui par là se sont déclarés ennemis irréconciliables de la France et du Gouvernement légitime, sont exclus à perpétuité du royaume, et sont tenus d'en sortir dans le délai d'un mois, sous la peine portée par l'article 33 du Code pénal ; ils ne pourront y jouir d'aucun droit civil, y posséder aucuns biens, titres ni pensions à eux concédés à titre gratuit.